# 艾哈邁德·內姆爾
艾哈邁德·內姆爾（Ahmed El-Nemr，1978年11月21日—）是一名埃及射箭運動員，主攻男子反曲弓項目。他曾獲得非洲射箭錦標賽男子個人反曲弓冠軍。

## 外部連結
- World Archery （页面存档备份，存于）

,